# Kōhei Yamashita
Kōhei Yamashita (* 6. September 1994 in Fukushima) ist ein japanischer Dreispringer.

## Sportliche Laufbahn
Erste internationale Erfahrungen sammelte Kōhei Yamashita bei den Olympischen Spielen 2016 in Rio de Janeiro, bei denen er mit 15,71 m in der Qualifikation ausschied. 2018 nahm er erstmals an den Asienspielen in Jakarta teil und belegte dort in 16,46 m den vierten Rang. Im Jahr darauf erreichte er bei den Asienmeisterschaften in Doha mit 15,08 m den zehnten Platz.
2018 und 2019 wurde Yamashita japanischer Meister im Dreisprung. Sein Vater Norifumi Yamashita war ebenfalls als Dreispringer aktiv und sein jüngerer Bruder Jun ist als Sprinter aktiv.

## Persönliche Bestleistungen
- Dreisprung: 16,85 m (−1,1 m/s), 22. Mai 2016 in Yokohama